# Lil Miquela
Miquela Sousa, conocida también como Lil Miquela, es un personaje que fue creado por Trevor McFedries y Sara DeCou. El proyecto empezó el 2016 como un perfil de Instagram. La cuenta relata una narrativa ficticia en que se presenta Miquela, un personaje de animación de ordenador y modelo, que comercializa varias marcas, principalmente de moda. Como herramienta de marketing, Lil Miquela ha sido presentada como un personaje a favor de los productos streetwear y marcas de lujo como Calvin Klein y Prada; aun así, el personaje se encuentra en pugna con otros proyectos digitales. En 2017 salió a recorrer las calles de Los Ángeles como un prototipo de robótica ya que tuvo mucho impacto por las redes sociales e intentaron crearla de "carne y hueso". En abril de 2018, la cuenta ya había acumulado más de un millón de seguidores y, en octubre de 2020, estaba por encima de 2,8 millones.

## Origen
El personaje de Miquela es una modelo adolescente de Instagram procedente de Downey, California. Su primera publicación en Instagram fue el 23 de abril de 2016. A partir de su inicio se rumoreó sobre la posibilidad que la modelo británica Emily Bador fuera Miquela; incluso Bador reconoció abiertamente el parecido físico entre ella y el personaje. Aun así, en abril de 2018, Brud, una empresa en crecimiento con sede en Los Ángeles, liderada por McFedries, anunció que era el creador tanto del personaje como de la cuenta de Instagram.

## Presencia en la red
El personaje ha sido presentado con varias celebridades como Diplo, Molly Soda, Millie Bobby Brown, Nile Rogers, Shane Dawson, Samantha Urbani, Pabllo Vittar y la cantante catalana Rosalía. Se la ha «entrevistado» en varias publicaciones, incluidas Refinery29, Bogo, Buzzfeed, v-filas, Nylon, The Guardian, Business of Fashion y The Cut. En abril de 2018 apareció en la portada de Highsnobiety y, en febrero de 2018, el personaje hizo una colaboración con Prada, en el marco de la Semana de la Moda de Milán. El 16 de mayo del mismo año, hizo un anuncio de Calvin Klein con Bella Hadid, en que a las dos se las mostró como animaciones de ordenador.
En abril de 2018, un segundo personaje virtual conocido como Bermuda «pirateó» la cuenta de Miquela, suprimiendo todas las fotos publicadas y sustituyéndolas por imágenes de su personaje. Finalmente fue revelado que tanto Lil Miquela como Bermuda eran personajes creados por Trevor McFedries y Sara Decou de Brud. Las dos influencers virtuales empezaron a publicar imágenes juntas y la cuenta fue gestionada de nuevo por el equipo de Miquela.
Este estadio situó el personaje de Miquela como una activista de la justicia social, lo cual se considera problemático, puesto que el personaje también es utilizado como una herramienta de marketing.

## Carrera musical
Trevor McFedries, el cofundador de Brud, es a la vez un productor de música y DJ, conocido como Yung Skeeter. Así mismo, ha usado también el personaje de Miquela como producto musical virtual, llegándola a comparar con Gorillaz y Hatsune Miku. En agosto de 2017, Miquela lanzó su primer sencillo, llamado «Not Mine».
Desde su debut en la industria de la música, Miquela ha lanzado varios sencillos, llegando a producir más de una decena. Destacan «Sims», «Money», «Speak Up» y «Automatic» entre otros, llegando casi a las cincuenta mil reproducciones. En estas canciones, ha colaborado con multitud de músicos, cantantes y productores como: Lauv, Zaza, Confesser, Rvssian, Teyana Taylor, Tasha Black, R3HAB, Alex Lusting, Palmistry, Basenji, Ynfynyt Scroll, Dinamarca, Amnesia Scanner, Baauer y Anamanaguchi.

## Impacto social
En junio de 2018, fue nombrada una de las “25 Personas Más Influentes del Internet” (25 Most Influential People on the Internet) de la revista Time, junto a compañeros del sector de la moda como la cuenta de Instagram DietPrada (dúo compuesto por Lindsey Schuyler y Tony Liu) y músicos célebres como Rihanna y el grupo de pop coreano BTS.

## Dilema social
El futuro del marketing social ha sido cuestionado con el surgimiento de avatares digitales como Lil Miquela. Otros ejemplos notables incluyen a la supermodelo digital de color Shudu Gram, creada por el fotógrafo Cameron-James Wilson, y Noonoouri, cuya larga lista de colaboraciones ya incluye a Kim Kardashian y Dior.
El dilema social con respecto a la falta de oportunidades para modelos de color reales y el hecho de que modelos CGI podrían estar o no tomando sus trabajos se ha convertido en un debate reciente.
La apariencia física de Lil Miquela también se ha vuelto dudosa, ya que promueve un cierto estándar de belleza que no es realista para todos. Consecuentemente, ha resultado en el planteamiento de un dilema social ético, ya que no se trata de una persona real, sino que es un robot.